# 殘留日本兵
殘留日本兵，或稱為日本戰後散兵，是第二次世界大戰於1945年8月結束後，仍然身處太平洋戰區且未投降的大日本帝國陸軍殘餘軍人，有的士兵堅信軍國主義的固執理念並強烈質疑日本投降的真實性而拒絕投降，也有因為通訊遭到美軍跳島戰略的切斷而未注意到玉音放送等日本已降消息的散兵。這些散兵在二戰後持續年餘的對敵人以及日後的當地警察作戰。有些殘留兵則是更換陣營，自願參與法越戰爭和印度尼西亞獨立革命來將亞洲殖民地自西方人的控制下解放。2014年8月25日，小野盛（印度尼西亚名：拉夫马特）以94岁高龄去世。除失踪者外，小野盛被认为是印尼最后的残留日本兵，由此确认其所在地的印尼残留日本兵全部死亡。

## 概要
1945年8月，日本投降後，在亞洲及太平洋等地駐守的舊日本軍隊，由日本政府帶領下逐批遣送回日本。但是仍有一部份的的舊日本軍人，因為各種原因，選擇留在當地生活而不返回日本。例如：
1. 不知道或不相信[3]戰爭已經結束，仍在當地潛伏進行游擊作戰；
2. 加入當地殖民地的獨立戰爭運動；
3. 聽闻日本遭遇空襲以及核爆等惨状，认为回到日本也無法正常生活[4]；
4. 害怕回到日本後會以戰犯處理[5]；
5. 已經會說當地語言[6]，或是原本就有地緣關係[7]，認為回去日本不如在當地生活較好[8]；
6. 擁有技術能力或是商務能力，已受當地政府雇用[9]，或是半強迫地被要求留在當地[6]。

根據大阪經濟法科大學的教授林英一統計，在各地的殘留日本兵的總數約有1萬人。

### 中國大陸
殘留日本兵主要存在于中國大陸。这些人大多与非軍人的在华日本人一起加入國民革命軍或是中國人民解放軍，約5600位殘留日本軍曾經在國共內戰參戰。在山西省曾經有2600位軍人或非軍人的日本人加入國民革命軍，在日本投降後四年仍持續作戰（山西殘留日本軍隊）。除此之外，八路軍在其控制的地區内以舊日本陸軍第二航空军的300名成员等為基礎，創辦了東北民主聯軍航空學校，共有约3000位日本人參加過。

### 印尼
第二次世界大戰結束後，原殖民母國荷蘭再度試圖進攻印尼，而主張獨立的蘇卡諾則暗中接收了舊日本軍的武器及相關人才，進行軍事訓練，開始了印尼的獨立戰爭。獨立戰爭結束後。印尼相當感謝這些戰後自願留下的日本軍的協助，將日本軍的傭兵視為開國英雄。在印尼的殘留日本兵在紀錄上約有903人。

### 越南
當時越南為法國殖民地，仍約有700－800位日本兵滞留當地，以及部份的戰鬥機和戰車等兵器。1946年，留在當地的日本軍協助參與越南獨立戰爭，以及設立軍事學校。在越南參與越南獨立戰爭的日本兵，有部分收到越南的勳章。除此之外，越南獨立戰爭後回日本的日本兵有部分成立日越貿易會或日本越南友好協会等組織，維持兩國的民間交流。

### 安納塔漢島
二戰後，在馬里亞納群島中有一個稱作安納塔漢島的小島，上面原本有三十幾位的軍人以及民間人士。在二戰結束後，原本美軍有通知已終戰，但是在島上的日本人不相信，並持續在上面居住。後來發生了為了爭奪唯一的一位女性的同胞相殺事件，1950年，該名女子離開，向美軍求援，才被外界所知。（安納塔漢島女王事件）。

### 馬來西亞
前馬來亞人民抗日軍組成後來的馬來亞共產黨，在二戰結束後，開始進行脫離英國獨立戰爭，據了解約有200－400名殘留日本兵也參與其中。由於記錄上較不完整，相關的狀況仍有相當多不清楚的部分。

### 泰國、緬甸
在英帕爾戰役地泰國緬甸邊境，因為作戰失敗逃走的逃亡士兵或是迷路而留在當地的前日本殘留兵，約有1000位。。2009年，日本紀錄片《花與兵隊》拍攝之後當地的狀況，2009年1月26日留在當地的老兵藤田松吉過世、2009年10月26日，最後一位日本殘留兵中野弥一郎在當地過世。

### 蘇聯、蒙古
跟上述在太平洋戰爭因為日本戰敗後發生的殘留兵不同，在二戰之前就已經在蘇聯以及蒙古人民共和國出現「殘留日本兵」。這些日本兵都是因為諾門罕戰役的俘虜，被迫留在當地接受勞動，或是後來投降，在當地結婚生子，成為蘇聯國民。而二戰後，蘇聯將為數眾多的日本戰俘抓到西伯利亞的勞改營，由於環境惡劣，不少戰俘死於勞改營。最終隨著日本與蘇聯關係良好，戰俘陸續回到日本，但也有部分留在當地成為日本裔俄羅斯人，這樣的日本兵約有800位。

## 1945年至1949年

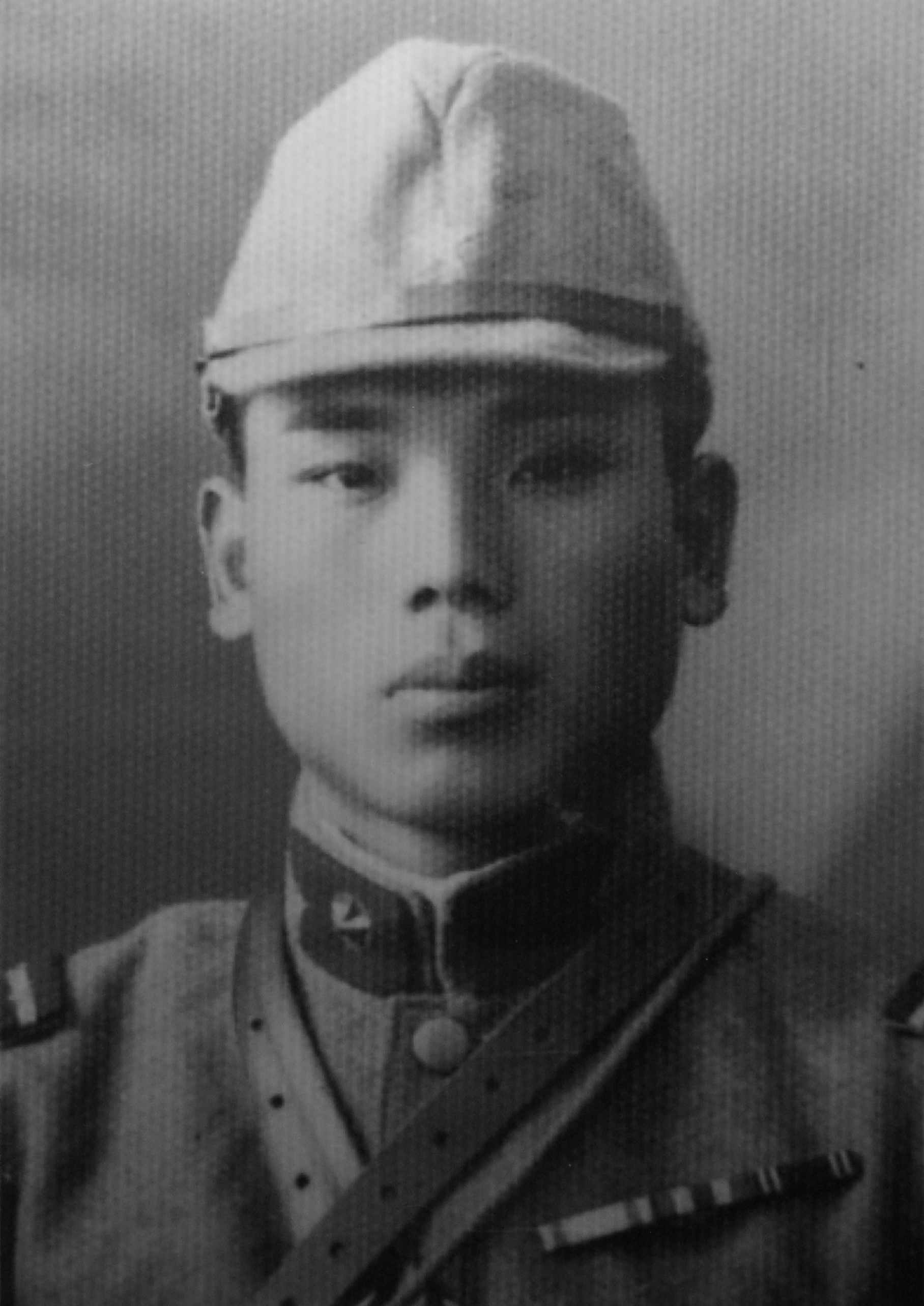
1937年時的大場榮少尉

- 大場榮上尉帶領屬下46人在對美軍的塞班島戰役失利之後持續進行游擊行動直到1945年12月1日，二戰結束的三個月後才投降。
- 少校井川省自願成為越南獨立同盟會的軍事參謀與指揮官。井川省在1946年的一場對法戰役中陣亡。[19][20]
- 海軍上尉堀内秀雄自願擔任由日軍所扶持的印尼志願軍中校。堀内在1946年對荷蘭的一場戰鬥後負傷並且隨後於一個村落中治療時被荷蘭軍隊逮捕。
- 山口永少尉以及他的33名部下在1947年3月下旬於帛琉的貝里琉州現蹤並且攻擊美國海軍陸戰隊駐紮的分遣隊。美军找来了原日本海軍第四舰队参谋长澄川道男少将对山口少尉进行劝降，并出示了日本投降的官方文件和家信。該部隊最終在1947年4月23日投降，但在这之前，山口少尉曾射杀了投降主义的士兵[21][22][23]。
- 在1948年5月12日，關島的AP報告說兩名日本兵向當地警方投降。[24]
- 兩名大日本帝國海軍機槍手山荫光福和松戶利喜夫在1949年1月6日於硫磺島上投降。[25][26][27]

## 1950年代
- 赤津勇一一等兵在1950年6月向菲律宾空军投降。

## 1960年代
- 士兵皆川文藏在關島上從1944年生存到1960年5月。[28]
- 皆川文藏的上司伊藤正中士於1960年5月左右在關島向美軍投降。[29]

## 1970年代

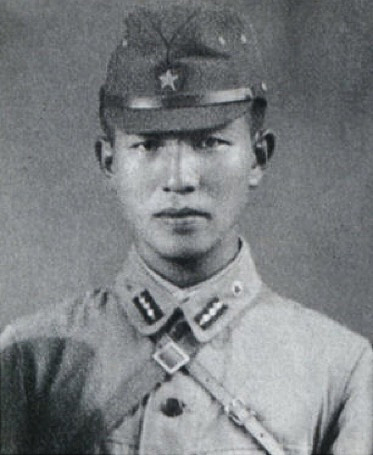
1944年的小野田寬郎少尉

- 伊藤正的部下橫井庄一中士於1972年1月在關島被逮捕。[30]
- 一等兵小塚金七與少尉小野田寬郎一起躲藏了28年直到1972年10月在一場與菲律賓警察的槍戰中喪生。[31]
- 少尉小野田寬郎與同袍赤津，島田以及小塚在菲律賓盧邦島從1944年12月躲藏到1974年3月，後被前來尋找他的探險家鈴木紀夫發現，鈴木回國後開始尋找線索，終於在該年由退役成為書商的前任指揮官谷口義美少佐的命令之下解除武裝投降。[32]
- 臺籍日本兵中村輝夫（後改名李光輝）在摩羅泰島被印尼空軍發現，並且在1974年12月18日由搜尋隊尋獲。[33]

## 1980年代至今
- 日本朝日新聞在1980年1月報導了陸軍上尉中晴文夫仍然躲藏在菲律賓的阿爾孔山。一個由中晴文夫過去的同袍宮澤功所領導的搜尋隊相信他們發現了中晴的小屋。[34][35][36] 宮澤功已經尋找中晴文夫好幾年。[37]然而，沒有證據顯示中晴文夫居住到如新聞所說的1980年之久。
- 在1981年，一個日本國會的委員會提到了報紙有報導在索羅門群島的維拉拉維拉島上叢林中仍有殘留兵的存在，並且搜尋隊進行了超過十年的調查但是資訊太過貧乏而無法進一步的搜尋。[38]
- 2005年，據媒體報導，在菲律賓棉蘭老島又發現兩名日本兵。據二人講訴，二人是在一次作戰行動中被打散，無法和大部隊集合。後因畏懼歸隊後被視為逃兵而受軍法處置，二人選擇隱居於三投斯將軍市叢林當中。[39][40]

## 外部連結
- , Wanpela,   [2014-10-09], （原始内容存档于2021-03-05）
- , , Wordpress, 2005-05-27  [2014-10-09], （原始内容存档于2021-02-24）